# De Vennip
De Vennip is een voormalige ambachtsheerlijkheid en latere gemeente in Holland, later Zuid-Holland, op het grondgebied van de huidige gemeenten Hillegom en Haarlemmermeer (en voor het grootste deel op dat van de huidige provincie Noord-Holland).
De heerlijkheid De Vennip, voor het eerst vermeld in 1334, lag tussen het Haarlemmermeer en het Leidsche Meer. Door de groei en samensmelting van deze twee meren bleef er op de lange duur weinig van de heerlijkheid over; tegen de negentiende eeuw bestond ze uit niet meer dan het eiland Beinsdorp en een klein stukje land ten oosten van Hillegom, het oostelijke deel van de Vennipperpolder. In 1812, nog juist onder Frans bewind, werd De Vennip bij Hillegom gevoegd, maar die fusie werd in 1817 weer ongedaan gemaakt.
Door de voortdurende afslag was de gemeente compleet ontvolkt geraakt: in de volkstelling van 1830 kon men geen enkele inwoner vinden. In 1849 werden wel weer 13 inwoners geteld. Het oppervlak van de gemeente was in dat jaar 38,61 km² waarvan slechts 1,18 km² land. Bij een grootschalige herindeling in 1855 kwam aan het bestaan van de gemeente een einde, toen ze definitief bij Hillegom werd gevoegd. In de nieuwe Haarlemmermeerpolder herinnert de plaatsnaam Nieuw-Vennep aan deze voormalige heerlijkheid.
Andere gemeenten zonder inwoners waren Tempel en De Lek.